# Téléphone auto-générateur
Un Téléphone Auto-Générateur aussi connu sous le nom de Généphone en français est un appareil de communication qui permet aux utilisateurs de se parler à l'aide d'un combiné, similaire à un téléphone conventionnel, mais sans utiliser d'alimentation externe. Cette technologie est utilisée depuis au moins 1944 pour les communications de routine et d'urgence sur les navires afin de permettre la communication entre les emplacements clés d'un navire si l'alimentation n'est pas disponible. Un circuit téléphonique alimenté par le son peut avoir deux stations ou plus sur le même circuit. Le circuit est toujours opérationnel, donc un utilisateur commence à parler plutôt que de composer un autre poste. Les téléphones ne sont normalement pas connectés à un central téléphonique. 
Le nom de Généphone est un nom déposé et a souvent été utilisé pour définir ce genre d'appareil. 

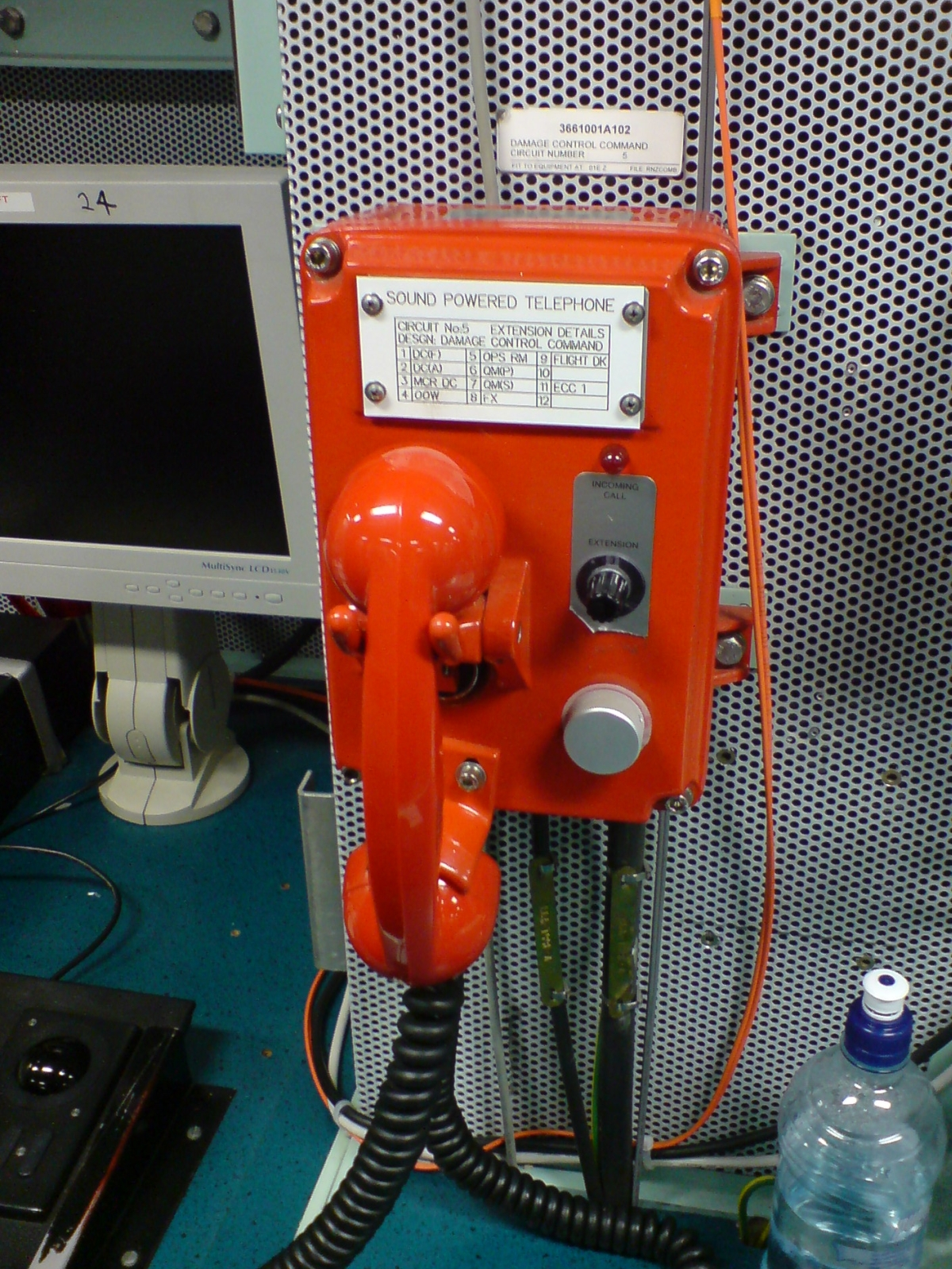
Borne d'appel moderne alimentée uniquement par le son.

## Opération
Le transducteur du microphone convertit la pression acoustique de la voix d'un utilisateur en courant électrique, qui est ensuite reconverti en son par un transducteur au niveau des nœuds récepteurs. La différence la plus significative entre les téléphones ordinaires et les téléphones auto-générateurs réside dans le fonctionnement du microphone. Étant donné que les microphones utilisés dans la plupart des téléphones sont conçus pour moduler un courant électrique fourni, ils ne peuvent pas être utilisés dans des transducteurs alimentés par le son. La plupart des téléphones auto-générateurs utilisent un microphone dynamique. Une approche courante en matière de conception de transducteurs est la conception à armature équilibrée en raison de son efficacité. Le nombre d'auditeurs simultanés est limité car il n'y a pas d'amplification du signal.
Un circuit téléphonique auto-générateur peut être aussi simple que deux combinés connectés ensemble par une paire de fils, définis comme la partie « conversation » du circuit. Les circuits de conversation peuvent être réalisés sur une paire de fils jusqu'à 50 km de long. Les circuits plus complexes comprennent des magnétos, des sélecteurs et des cloches pour permettre à un utilisateur d'en sélectionner et d'en appeler un autre, qui est défini comme la partie « d'appel » du circuit. Le circuit de communication vocale (« conversation ») est complètement séparé du circuit « appel », permettant la communication sans alimentation externe.

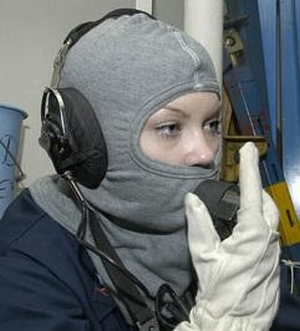
Un officier marinier de l'US Navy utilise un téléphone à auto-générateur lors d'un exercice.

Les réglementations des Gardes côtes américains exigent aujourd'hui cette capacité de communication d'urgence sur la plupart des navires et dictent l'emplacement des téléphones. Un système téléphonique à cadran doté d'une batterie de secours ne serait pas conforme aux réglementations de l'USCG telles qu'elles existent actuellement.
Aujourd'hui, d'autres utilisations de la technologie téléphonique sonore incluent les systèmes de communication d'urgence pour les immeubles de grande hauteur, les pont-levis, les remontées mécaniques ou une zone de travaux où une communication fiable est nécessaire. Ces types de systèmes permettent à deux ou plusieurs parties de pouvoir se parler dans des zones confrontées à un réseau électrique inexistant ou peu fiable (sujet aux pannes de courant). Un généphone peut être utile lorsque la communication radio est perturbée par des pertes et/ou des limitations du signal RF.
Les remontées mécaniques utilisent largement les téléphones auto-générateurs. Puisqu’il n’y a que deux combinés (parfois trois lorsqu’il y a une station intermédiaire), les téléphones auto-générateurs sont idéaux. Ils sont utilisés pour confirmer les actions d'un opérateur avec l'autre ou le fonctionnement anormal des machines d'ascenseur.
De nombreux types d’équipements différents ont tenté, mais ont largement échoué, de remplacer les téléphones auto-générateurs à bord des navires. En raison de la nature robuste, fiable et sans alimentation de cet équipement, il reste utilisé sur les navires militaires et commerciaux.